# Michał Bidas
Michał Bidas (ur. 7 sierpnia 1939 w Brześciu, zm. 30 stycznia 2019) – polski sportowiec, trener reprezentacji Polski w koszykówce, nauczyciel akademicki Uniwersytetu Gdańskiego, wiceprezydent i radny Gdańska, prezes Urzędu Kultury Fizycznej i Turystyki.

## Życiorys
Urodził się w Brześciu. Okupację spędził w Sandomierzu. W 1946 przybył do Gdańska, gdzie ukończył Szkołę Podstawową nr 15, Zespół Szkół Zawodowych nr 2, Technikum Wychowania Fizycznego w Gdańsku oraz Akademię Wychowania Fizycznego w Warszawie. Od 1963 był zatrudniony jako nauczyciel w Technikum Komunikacyjnym. Od 1976 był kierownikiem Studium Wychowania Fizycznego i Sportu Uniwersytetu Gdańskiego. Od 1984 do 1990 pełnił funkcję zastępcy dyrektora Wydziału Kultury Nauki i Sportu w Urzędzie Wojewódzkim w Gdańsku, następnie był dyrektorem tego Wydziału. W latach 1991–1992 był prezesem Urzędu Kultury Fizycznej i Turystyki w Warszawie, zaś w latach 1992–1994 i 1997–2004 ponownie wykonywał zawód nauczyciela akademickiego UG.
W latach 1994–1998 był radnym Gdańska, w latach 1994–1997 pełnił również funkcję wiceprezydenta miasta.
Był członkiem Kongresu Liberalno-Demokratycznego i Unii Wolności.

## Odznaczenia
- Złota Odznaka AZS
- Złota Odznaki Polskiego Związku Koszykówki
- Złota Odznaka SZS
- Diamentowa Odznaka WOPR
- Medal PCK
- Medal Tysiąclecia Gdańska
- Odznaka „Zasłużony dla Miasta Gdańska”
- Medal Komisji Edukacji Narodowej
- Złoty Krzyż Zasługi[2]